# Laudańscy herbu Jastrzębiec
Laudańscy (również Lawdańscy albo Liawdańscy) herbu Jastrzębiec – rodzina szlachecka wywodząca się prawdopodobnie z powiatu upickiego, liczna również w Księstwie Żmudzkim i w województwie wileńskim.

## Nazwisko i przydomki
Nazwisko Laudański miało prawdopodobnie charakter toponimiczny i obejmowało kilka różnych rodzin lub nawet rodów. Mogą o tym świadczyć często dodawane do niego przydomki (Stegwił, Stegwiłł, Szegajło, Szejgwił, Gotowt) oraz inne nazwy osobowe (Chrzczonowicz, Pacowicz, Rukujż).

## Herb

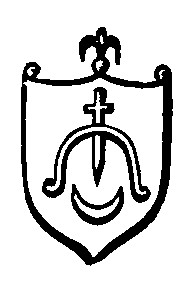
Odmiana herbu Jastrzębiec przedstawiona przez Wittyga.

Przy legitymacji Laudańscy podali za swój herb Jastrzębca. Niektórzy przedstawiciele rodu pieczętowali się jednak herbem własnym, który można uznać za odmianę Jastrzębca. Przedstawia on podkowę i przechodzący przez nią miecz lub krzyż, a pod nią półksiężyc. Herb ten przedstawił Wiktor Wittyg na podstawie pochodzącej z 1798 roku pieczęci Grzegorza Laudańskiego, ziemianina ze Żmudzi. Używał go także Antoni Laudański, pisarz grodzki rosieński w 1797 roku, rotmistrz kawalerii narodowej i pisarz grodzki żmudzki w 1798, wreszcie prezydent Sądu Głównego w departamencie 2 guberni wileńskiej w 1816.
Istnieli także Lawdańscy herbu Zagłoba.

## Historia
Grzegorz Błaszczyk twierdzi, że „przynajmniej niektórzy” Laudańscy wywodzą się z powiatu upickiego. Najwcześniej byli notowani w okolicach szlacheckich Sabany na Pomuszu, Rajuny na Upicie i Żojbiszki Wołoczkiszki. W XVI wieku pojawili się na Żmudzi, gdzie Marcin Laudański, syn Bartłomieja, nabył część majątku Kroże i dwóch chłopów w Upojniach we włości kroskiej. W kolejnych latach byli najliczniej notowani we włości wielońskiej, przede wszystkim w okolicy Liawda, na pograniczu z powiatem upickim.

## Przedstawiciele
- Piotr Jan Steygwiłł Laudański (zm. 1681) – oboźny upicki, elektor Jana III Sobieskiego;
- Stanisław Kazimierz Laudański – stolnik brzeskolitewski i podstoli wendeński, kilkukrotny poseł.